# Stanisław Gąsienica Sobczak

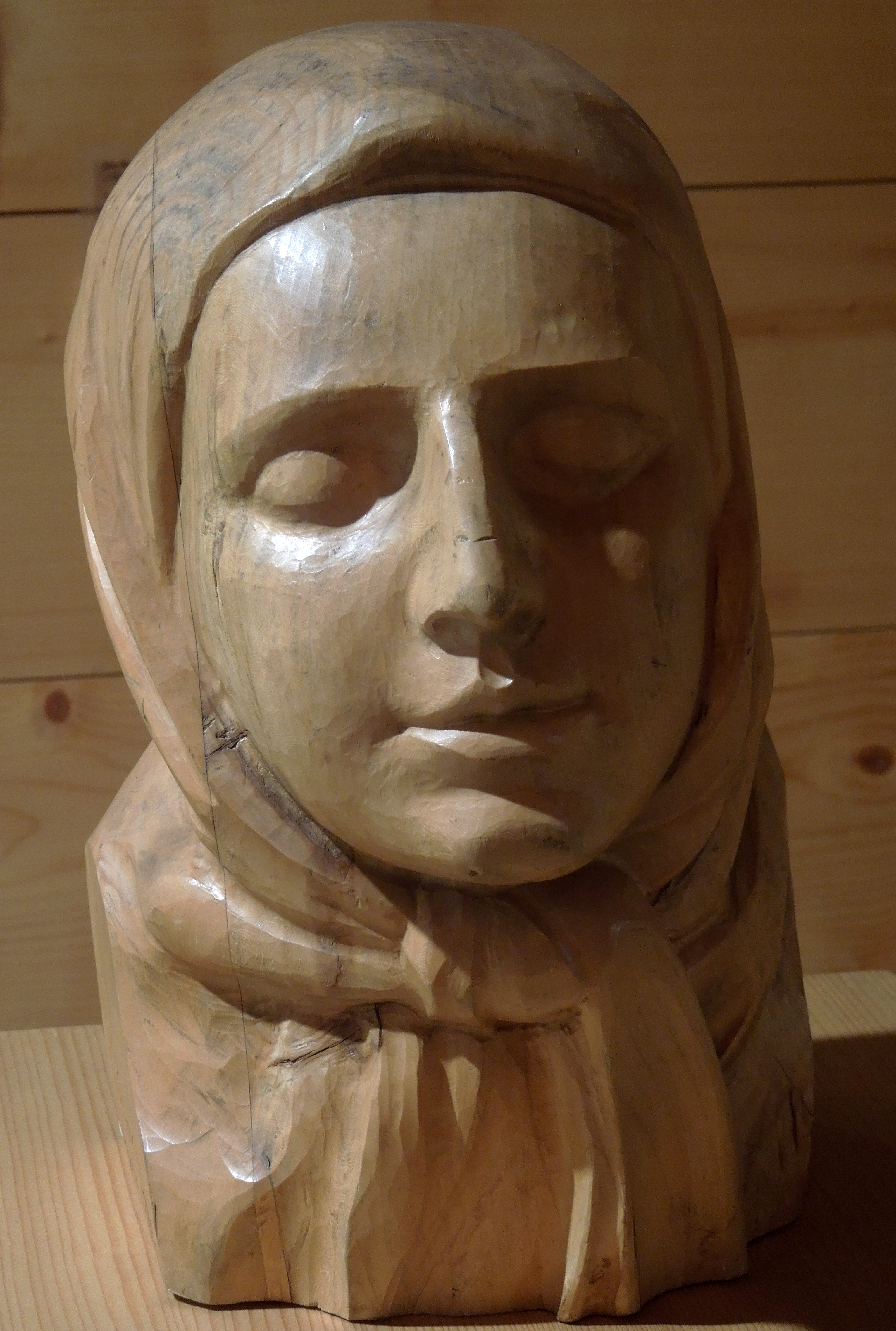
Stanisław Gąsienica Sobczak – Portret góralki

Stanisław Gąsienica Sobczak „Johym” (ur. 12 stycznia 1884 w Zakopanem, zm. 6 lutego 1942 tamże) – polski rzeźbiarz i ceramik.
Pochodził z góralskiego rodu Gąsieniców Sobczaków. Ukończył Szkołę Przemysłu Drzewnego w Zakopanem. Studiował do 1907 w krakowskiej Akademii Sztuk Pięknych w pracowni profesorów Konstantego Laszczki i Józefa Mehoffera. Po pobycie w Paryżu wrócił do Zakopanego. Działał w Towarzystwie „Sztuka Podhalańska” oraz w grupach „Rzeźba” i „Modła”. Był członkiem zarządu Kółka Rolniczego (w 1910). Od 1910 do wybuchu II wojny światowej uczestniczył w wystawach zakopiańskich prezentując malarstwo, rzeźbę i ceramikę artystyczną. Jego pracownia ceramiczna przy ul. Kościeliskiej 51 (budynek nie istnieje) była miejscem spotkań artystów takich jak: Leon Chwistek, Mieczysław Szczuka czy Stanisław Ignacy Witkiewicz. Pracownia Gąsienicy Sobczaka wyrabiała ozdobne dzbanki góralskie i statuetki ceramiczne. Ta dziedzina twórczości była dotychczas na Podhalu zjawiskiem rzadkim. W 1913 był autorem lalek do pierwszej szopki zakopiańskiej. Od 1934 pełnił funkcję radnego miejskiego. W 1940 przyjął zaproponowane przez Niemców stanowisko dyrektora Szkoły Zawodowej Góralskiej Sztuki Ludowej (niem. Berufsfachschule für Goralische Volkskunst), po kilku tygodniach zrezygnował na rzecz Jerzego (Jorga) Śliwki, zostając jego zastępcą do spraw artystyczno-regionalnych do śmierci w 1942. 
Pochowany na Nowym Cmentarzu przy ulicy Nowotarskiej w Zakopanem (kw. L-A-14).

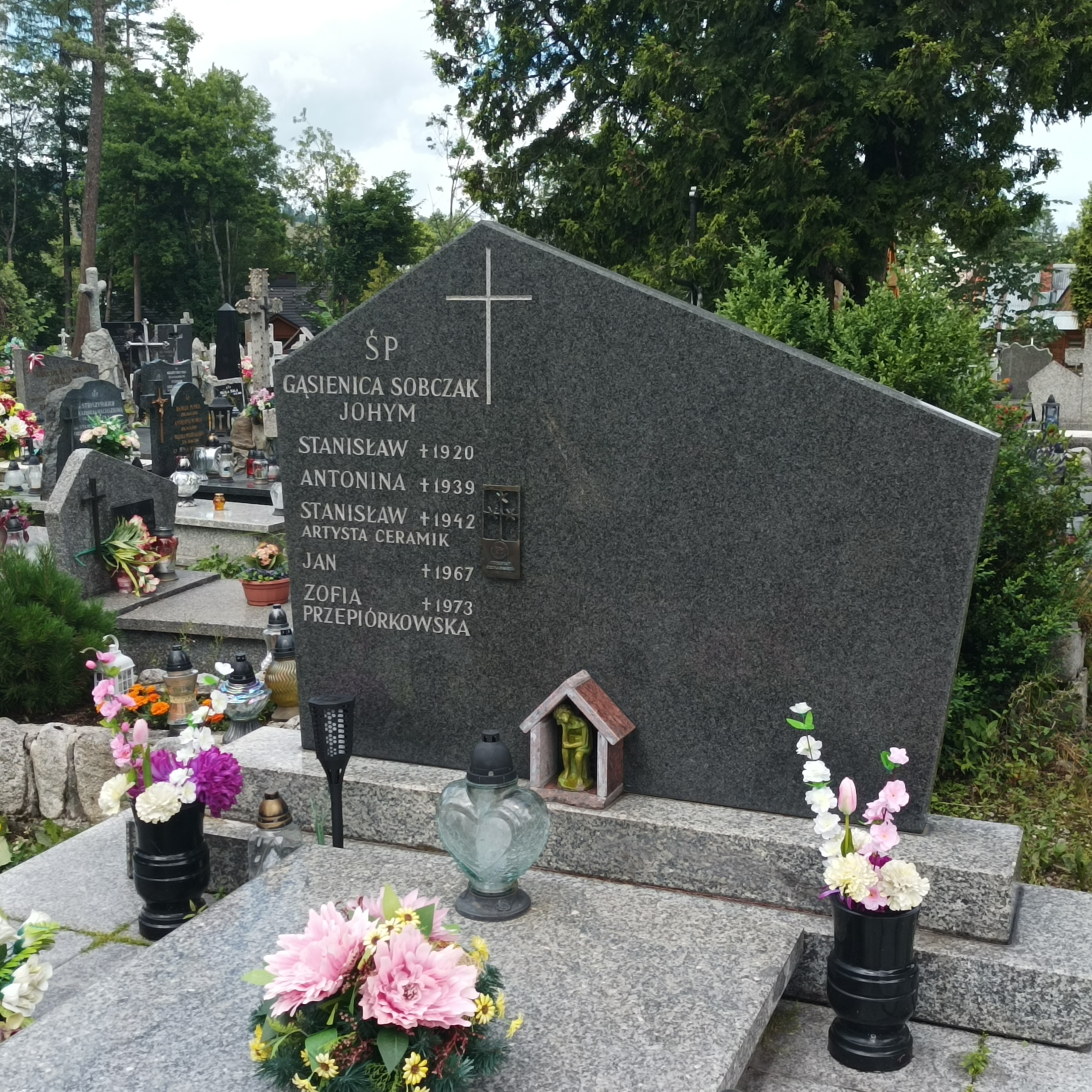
Grób Stanisława Gąsienicy-Sobczaka na Nowym Cmentarzu w Zakopanem